# Šindra
Šindra je krovni pokrivač od cijepane jelove ili hrastove daske kojima se pokrivaju kuće, ili bočne strane kuće s jedne strane po dužini ižlijebljene, s druge istanjene. Postavljaju se jedna preko druge s preklopom. Za šindru se najčešće koristi drvo bora starog preko 50 godina i to samo dio stabla od korijena do jedan metar uvis, a u novije vrijeme se koristi i mlađe drvo, ali impregnirano.
Šindra se kao pokrivač rabi u svim krajevima Europe gdje ima puno četinjača i gdje su obilne oborine, jer se njome mogu pokrivati samo krovovi s velikim nagibom. U Hrvatskoj se još koristi u Crnom Lugu, Krasnom i Saborskom.